# Volta a Llombardia 1912
La Volta a Llombardia 1912 fou la 8a edició de la Volta a Llombardia. Aquesta cursa ciclista organitzada per La Gazzetta dello Sport es va disputar el 27 d'octubre de 1912 amb sortida i arribada a Milà després d'un recorregut de 235 km.
La competició fou guanyada per l'italià Carlo Oriani (Stucchi) per davant del seu compatriota Enrico Verde (Maino) i del francès Maurice Brocco (La Française-Diamant).

## Classificació general
|    | Ciclista            | Equip                | Temps      |
| -- | ------------------- | -------------------- | ---------- |
| 1  | Carlo Oriani        | Stucchi              | 7h 30' 30" |
| 2  | Enrico Verde        | Maino                | m. t.      |
| 3  | Maurice Brocco      | La Française-Diamant | m. t.      |
| 4  | Leopoldo Torricelli | Maino                | m. t.      |
| 5  | Ugo Agostoni        | Peugeot-Wolber       | m. t.      |
| 6  | Vincenzo Borgarello | Legnano              | + 1' 10"   |
| 7  | Pierino Albini      | Gerbi                | + 2' 19"   |
| 8  | Clemente Canepari   | Legnano              | m. t.      |
| 9  | Costante Girardengo | Maino                | + 18' 53"  |
| 10 | Camillo Bertarelli  | Bianchi              | m. t.      |